# Fiduciaire générale de Luxembourg
Pour les articles homonymes, voir FGL.
La Fiduciaire Générale de Luxembourg (FGL) est l’entreprise qui a donné naissance à la branche luxembourgeoise de Deloitte.

## Historique

### 1950: Les débuts: «l’Agence» S.à r.l.
Rodolphe Gerbes, Georges Kioes et René Schmitter empruntent chacun 40 000 francs à leurs pères et créent avec ce capital de départ, le 14 août 1950, la société à responsabilité limitée « l‘Agence » qu’ils exploitent à partir de deux chambres qu’ils ont louées et transformées en bureaux au rez-de-chaussée du numéro 13 de la rue de la Chapelle à Luxembourg.
L’objet de « l’Agence » est extrêmement vaste et comprend conformément aux statuts :
- « tous travaux de comptabilité et d’exécution d’expertises comptables et fiscales ;
- toutes représentations commerciales, prise en dépôt de marchandises, toutes opérations de courtage et d’entremise ainsi que d’une façon générale toutes opérations commerciales pour l’exportation, l’importation et le transit de marchandises industrielles et alimentaires ;
- la domiciliation de sociétés ;
- la publicité dans toutes ses formes, notamment par l’édition d’un journal publicitaire, ainsi que toutes opérations industrielles, commerciales ou financières, mobilières ou immobilières pouvant se rattacher directement ou indirectement à l’objet social ou pouvant en faciliter l’extension ou le développement. »

### 1951: Un environnement propice aux experts-comptables
L’environnement général est extrêmement favorable au développement et à la consolidation d’un cabinet d’experts comptables et fiscaux.

#### Concentration sur la comptabilité
Le 22 août 1951, ils décident à l’unanimité de limiter l’objet de la société « aux seules opérations se rattachant à l’exercice de la profession d’expert-comptable et à la domiciliation de sociétés ». En même temps, ils modifient la dénomination de la société en Bureau d‘Expertises Comptables et Fiscales « Gerbes, Kioes & Cie»  s.à r.l.

#### «Hamilius & Schmitter, Organisateurs-Conseils s.e.n.c.»
La comptabilité n’est cependant pas la seule activité des associés Gerbes, Kioes et Schmitter.
En 1953, ils sont rejoints  par Jean Hamilius, ingénieur commercial de l’Université Libre de Bruxelles. Après une année d’études à la Graduate School of Business Administration à Cornell, ce dernier commence sa carrière professionnelle chez Lassner, avant de rejoindre l’Arbed. Il quitte la filiale de l’Arbed Columeta, après les Jeux Olympiques de Helsinki, où faisant partie de l’équipe de 4 x 400 mètres il établit le record national qui perdurera jusqu’en 1998.
Ensemble avec René Schmitter, ils créent « Hamilius & Schmitter, Organisateurs-Conseils s.e.n.c. ».

#### ... fait naître le «consulting»...
Cette activité, précurseur de ce que sera plus tard le « management consulting » est exercée dans une première étape exclusivement par René Schmitter et par Jean Hamilius. Ils travaillent fréquemment avec Nic. Biever, ingénieur du Massachusetts Institute of Technology (MIT), qui est chargé à trouver sur le marché européen les machines et matières premières dont ont besoin les firmes américaines nouvellement implantées, et notamment Yates Industries et Bay State Abrasives.
À la fin de l’année 1960, Hamilius & Schmitter et Gerbes, Kioes & Cie comptent 20 employés.

#### ... et l’audit
Avec l’arrivée des entreprises américaines, un nouveau métier se développe au Luxembourg : l’audit. En effet, les entreprises d’outre-Atlantique insistent pour que leurs filiales étrangères soient auditées suivant les mêmes standards que ceux appliqués au niveau de la maison-mère. Or, non seulement les réviseurs respectifs des maisons-mères ne sont-ils pas présents à Luxembourg, mais à l’époque où s’installent les premières firmes américaines, l’activité d’audit est inconnue au Luxembourg. Gerbes, Kioes & Cie se lance dans la brèche et commence à développer, à la demande des « Big Eight », l’audit des filiales américaines nouvellement implantées à Luxembourg.

### 1968: naissance de la «Fiduciaire Générale de Luxembourg»
Au mois de mars 1968, Armand Haas, qui a rejoint Hamilius & Schmitter le 1er novembre 1961, entre comme associé et dans Hamilius & Schmitter et dans Gerbes, Kioes & Cie, portant le nombre des associés dans les deux sociétés à sept : les quatre fondateurs, lui-même ainsi que Jean Jemming et Ernest Lecuit, associés depuis 1963.
Plusieurs questions commencent alors à se poser avec de plus en plus d’insistance : Comment gérer efficacement en interne les différents mandats exercés par les deux sociétés, étant donné que Hamilius & Schmitter n’ont que des mandats non récurrents, tandis que Gerbes, Kioes & Cie ont des mandats récurrents ? Que faire en cas de départ d’un associé ? Comment gérer les raisons sociales « personnalisées » face au nombre croissant d’associés ? Et enfin : Comment présenter une image cohérente au client, la gamme de services offerts devenant de plus en plus large ?
Les associés optent alors pour une solution salomonienne : la fusion des deux sociétés et une nouvelle raison sociale « passe-partout » qui recouvre l’ensemble des services offerts. Réunis en assemblée générale, ils reformulent l’objet social de la société Gerbes, Kioes & Cie de la façon suivante :
« La société a pour objet l’exécution de toutes expertises comptables, fiscales, économiques et financières, de tous mandats d’organisation technique, administrative et commerciale, ainsi que toutes activités se rattachant directement à la profession d’expert-comptable, fiscal, économique et financier ou à celle de conseil en organisation, à l’exclusion de toute activité commerciale. »
Il est intéressant de constater que l’activité de «révision», étant sans doute considérée comme faisant partie respectivement des «expertises comptables » ou des activités «se rattachant directement à la profession d’expert-comptable », n’est pas nommée spécifiquement. Cela changera en 1984 avec l’organisation, par la loi du 28 juin 1984, de la profession de réviseur d’entreprises.
En même temps, les associés modifient la raison sociale en «Fiduciaire Générale de Luxembourg », en allemand «Allgemeine Luxemburger Treuhandgesellschaft ».

#### Un nouveau domaine d’activité: la TVA
La même année 1968, le Luxembourg introduit la Taxe sur la Valeur Ajoutée – la TVA, qui est destinée à remplacer, presque partout en Europe, l’ancien impôt cumulatif sur le chiffre d’affaires. Dans le cadre d’un cycle de familiarisation avec ce nouvel impôt organisé par l’Office Luxembourgeois pour l’Accroissement de la Productivité (OLAP), Rudy Gerbes parcourt le pays, avec M. Emile Folscheid, haut fonctionnaire de l’Administration de l’Enregistrement, afin de  donner des conférences sur ce nouvel impôt indirect.

#### Une nouvelle activité: la comptabilité des fonds d’investissement.
Déjà registrar et transfer agent pour les fonds d’investissement de certains groupes étrangers, la Fiduciaire Générale de Luxembourg commence en juin 1968 à tenir la comptabilité de fonds d’investissement.

#### Des experts-comptables «indépendants»
Malgré le manque de définition claire et nette de la qualité d’indépendance, la Fiduciaire Générale prend ses précautions. En effet, ses employés, après avoir eu leur agrément comme experts-comptables, n’exercent pas en fait leur métier de façon indépendante, dans la mesure où ils sont salariés de la Fiduciaire Générale. C’est la raison pour laquelle les neuf associés de la FGL créent, en avril 1974, la Société Générale de Révision (ou « Allgemeine Revisionsgesellschaft »), une société civile dont l’objet est l’exécution de toutes expertises comptables, fiscales, économiques et financières ainsi que toutes activités se rattachant directement à la profession d’expert comptable, fiscal, économique et financier ou à celle de réviseur des comptes, à l’exclusion de toute activité commerciale. En offrant à leurs employés experts-comptables une participation dans cette nouvelle société, ils en font, du moins en termes légaux et formels, des indépendants, évitant ainsi tout conflit avec les dispositions légales et les statuts ou dispositions du Code d’Honneur de l’Ordre des Experts Comptables.
La loi de 1999 sur la profession d’expert-comptable rendra cette structure obsolète. Elle sera néanmoins maintenue pour assurer la sauvegarde de la raison sociale.

### 1977: Séparation des activités, Création de la Compagnie Fiduciaire
C’est en 1977 aussi que les associés de la Fiduciaire Générale de Luxembourg créent la Compagnie Fiduciaire, une structure qui doit leur permettre de séparer certaines de leurs activités en cas de besoin. Il n’est pas exclu en effet qu’avec le développement rapide de leurs différentes activités des conflits d’intérêt peuvent un jour se manifester entre l’activité d’expertise comptable d’une part et celle d’audit d’autre part. Trois ans plus tard, les associés seront effectivement amenés à procéder à une scission des deux sociétés Fiduciaire Générale de Luxembourg et Compagnie Fiduciaire.
Au début de l’année 1978, la Fiduciaire Générale décide de devenir la «member firm» luxembourgeoise de Touche Ross International (TRI), une firme des «Big 8». Au mois de juin 1977 déjà, la FGL avait conclu avec TRI un contrat d’essai limité à un an lui permettant de tester les avantages et obligations liées à l’appartenance au groupe. Elle avait été approchée alors par un autre membre des Big 8 qui désirait voir la FGL se joindre à lui, mais le concept et la structure de Touche Ross International correspondent mieux aux objectifs à long terme de la FGL qui, après six mois d’essai seulement, pose sa candidature comme membre de TRI. Elle porte ainsi à 79 le nombre de pays dans lequel est représenté TRI, y compris maintenant tous les pays de la Communauté économique européenne.

### 1980: La croisée des chemins
Avec la place financière s’élargit la gamme de services offerts par la FGL : la révision des comptes annuels, la tenue de la comptabilité (en outsourcing) d'institutions bancaires et de fonds d'investissement, les activités de secrétariat social (tels que le calcul des salaires, le conseil en matière de conventions sociales, de droit social et de droit du travail, la recherche et le recrutement de personnel...), les services en matière fiscale, le conseil en matière informatique ou en matière de reporting aux institutions de supervision sont des services dont la demande se développe rapidement. S’y ajoutent évidemment des services moins directement recherchés par la clientèle bancaire et financière, tels que l’expertise comptable ou la constitution, la domiciliation et l’administration de sociétés (de participation).
La scission
Georges Kioes, Jean Hamilius et Armand Haas cèdent l’ensemble de leurs parts FGL à leurs autres associés. Ceux-ci – Rudi Gerbes, René Schmitter, Jean Jemming, Yves Leclerc, Edy Schmit et Arno Schleich – cèdent de leur côté aux trois associés prénommés l’ensemble de leurs parts Compagnie Fiduciaire.
Avec 6 associés (MM. Gerbes, Schmitter, Jemming, Leclerc, Schleich et Schmit) et 75 employés, la Fiduciaire Générale de Luxembourg offrira désormais les services  d’audit, de fiscalité, de consulting et d’expertise comptable PME. La Compagnie Fiduciaire, qui compte alors 3 associés (MM. Kioes, Hamilius et Haas) et 46 employés, se concentre sur les services informatiques (tenue de comptabilité et activités annexes) et sur la constitution, la domiciliation et l’administration de sociétés de participation.
La FGL redémarre les activités de secrétariat social et de constitution, de domiciliation et d’administration de sociétés, alors que la Compagnie Fiduciaire créera une cellule audit et un département fiscal.
Au niveau de la FGL, Jean-Pierre Winandy et Pierre Hoffmann viennent renforcer, en 1988, les rangs des associés.
En ce qui concerne l’affiliation à un groupe d’envergure internationale, la Fiduciaire Générale reste membre de Touche Ross International. La Compagnie Fiduciaire par contre rejoint un autre réseau international.

## Naissance de la branche Luxembourgeoise de Deloitte

### 1968: Des premiers contacts avec Touche Ross
La méfiance générale du public vis-à-vis des placements collectifs se traduit dans un premier temps par une réduction sensible des activités du département « fonds d‘investissement » de la Fiduciaire Générale.
Dans un second temps étape par contre, l’affaire IOS la mettra en contact plus étroit avec la firme d’experts-comptables et de réviseurs Touche Ross de Londres, contact qui ne restera pas sans influence sur le développement futur de la société luxembourgeoise.

### 1982: Création de Touche Ross Luxembourg
Le 14 janvier 1982 la société à responsabilité limitée «Touche Ross Luxembourg» est créé, avec un capital de 180 000 francs est détenu à hauteur de 34 pour cent par Touche Ross & Co., New York, et de 66 pour cent (divisés en parts égales) entre les six associés de la Fiduciaire Générale de Luxembourg.

#### Expansion de Touche Ross Luxembourg
La société à responsabilité limitée Touche Ross Luxembourg est transformée en plate-forme de collaboration entre la Fiduciaire Générale de Luxembourg, Touche Ross & Co (Royaume-Uni) et BDA/Touche Ross (France), ces deux dernières sociétés prenant chacune une participation d’un tiers dans le capital de Touche Ross Luxembourg s.à r.l. Cette coentreprise est la première du genre à être mise en œuvre en Europe dans le cadre de Touche Ross International.
Les trois firmes actionnaires sont également représentées dans le comité de gérance de la s.à r.l. Les sociétés française et anglaise envoient toutes les deux à Luxembourg des associés (Tristan Guerlain et John B. Geggan, qui assurent la gestion journalière de la société luxembourgeoise) et des managers ainsi que du personnel professionnel pour effectuer des mandats au nom de Touche Ross et des audits en sous-traitance pour FGL. John B. Geggan reprend également le rôle de « conseiller technique / technical partner » pour la FGL, et il est responsable du professional standards review.
La Fiduciaire Générale de Luxembourg maintient cependant l’intégralité de ses activités, de son personnel et de son indépendance.
En octobre 1991, la Fiduciaire Générale reprend l’intégralité du capital de Touche Ross Luxembourg, et John B. Geggan, jusqu’alors associé de Touche Ross Royaume-Uni, renforce les rangs de ses associés. Les efforts entrepris sur le plan du recrutement et de la formation continue des collaborateurs du département audit, complétés par un programme dynamique d’échange de collaborateurs et par l’introduction de méthodologies d’audit DRT permettent à la FGL de faire face aux besoins de la croissance.
En 1999, Touche Ross Luxembourg s.à r.l. sera absorbée par Deloitte Touche Tohmatsu.

### 1989: Big Eight… Big Seven… Big Six… Big Five… Big Four
Les dirigeants du groupe ne mettront cependant pas longtemps pour voir leur salut dans l’union des forces. En automne 1989, TRI annonce la  fusion de ses activités et de ses cabinets dans le monde entier avec ceux de Deloitte, Haskins & Sells International (DHS) pour former une sorte de fédération internationale de firmes nationales indépendantes de révision, d'expertise comptable et fiscale et de conseil en management. La nouvelle entité est créée sous forme d'un Verein sous le régime de la loi suisse avec siège statutaire à Zurich.
La raison sociale de la nouvelle société, dont le siège social est à New York, est « Deloitte Ross Tohmatsu International », les dirigeants voulant refléter et les trois piliers géographiques et les origines historiques de la firme : l’Europe Continentale (avec le nom français Deloitte), les États-Unis et le monde anglo-saxon (Ross) et le Japon (Tohmatsu, la plus grande firme nippone de révision et d'expertise comptable de l’époque, Tohmatsu & Co., membre de Touche Ross International). Les plus grandes firmes nationales du réseau opèrent cependant sous le nom Deloitte & Touche.

### 1991: Création de Deloitte & Touche Consulting
Le 18 septembre 1991 est formée la société civile Deloitte & Touche Consulting (qui modifiera sa raison sociale en Deloitte & Touche Consulting Group, s.à r.l. le 25 octobre 1996 et en Deloitte Consulting, s.à r.l. le 30 avril 1999). Le choix de créer une société distincte de la FGL pour développer le conseil en management est motivé par le fait que le métier de conseil est différent des métiers d’audit et d’expertise comptable au point de nécessiter des processus de recrutement, de formation, de travail, d’évaluation, de rémunération et de promotion propres.